# Daniel Naumovas
Daniel Naumovas — litewski naukowiec, specjalizujący się w dziedzinach bioinżynierii i nanotechnologii. Od 2025 roku wiceminister zdrowia w rządzie Gintautasa Paluckasa w Republice Litewskiej.

## Życiorys
Posiada tytuł bakałarza w dziedzinie bioinżynierii i tytuł magistra w dziedzinie nanobiotechnologii na Uniwersytecie Technicznym Giedymina w Wilnie. Jest doktorantem w dziedzinie biologii na Uniwersytecie Wileńskim.
Jest absolwentem polskojęzycznego Gimnazjum im. św. Jana Pawła II w Wilnie.
Współtworzył Jubileuszowy Kongres Polonii Medycznej w Krakowie w 2024 r., jako członek Komitetu Juniorów.
Mówi po litewsku, polsku, angielsku oraz rosyjsku.